# Quasiturbine
Animação demonstrando as quatro fases de funcionamento do motor Quasiturbine. O motor aqui representado tem a configuração mais antiga QT-AC (AC = com "carruagens"). 
1 - a seta vermelha indica o ponto de admissão. 

2 - em vermelho a compressão. 

3 - em amarelo a combustão. 

4 - em cinza o escapamento. 

A seta preta indica o ponto de saída dos gases da combustão.
Quasiturbine, Qurbine, Kyotomoteur ou Kyotoengine  - é um motor rotativo patenteado em 1996. É uma evolução do motor Wankel. Foi desenvolvido por uma equipe formada pela família Saint-Hilaire de Quebec no Canadá chefiada pelo físico Dr. Gilles Saint-Hilaire. Ao contrário de bombas de palhetas, cuja extensão palheta é geralmente importante e contra a qual atua a pressão para gerar a rotação, as vedações de contorno do quasiturbine têm uma extensão mínima, a rotação não é resultado da pressão contra as vedações.
Este motor corrige deficiências dos motores de pistões.
Recebeu este nome pelo fato de seu funcionamento ser quase igual ao de uma turbina.   

## Vantagens x desvantagens

### Vantagens
- Menores níveis de vibrações e ruídos.

- Nas baixas rotações proporciona maior torque.

- Com menor número componentes móveis, reduz a possibilidade de quebras ou desgastes.

- Requer menor lubrificação.

- A possibilidade de operar em qualquer posição. Opera de cabeça para baixo e até submerso.

- Versátil. Funciona com vários tipos de combustíveis: vapor, hidrogênio, diesel e até mesmo ar comprimido. Pode ser usado como compressor.

- Ocupa menor espaço e é mais leve.[3]

- Menor emissão de poluentes.

- Menor consumo de combustível.

- Maior potência.

### Desvantagens
Pode apresentar problemas devido a dilatação térmica. O motor Quasiturbine, geralmente é construído em alumínio e ferro fundido. Quando expostas ao calor suas peças podem expandir-se e contrair-se de formas diferentes, o que tende a provocar algumas fugas. 
Problema semelhante existia na primeira geração de motores Wankel, mas com a evolução técnica, foi possível controlar estas dificuldades em ambos os casos.

## Uso prático
O motor Quasiturbine já teve alguns usos práticos. Desde 1997 vem sendo empregado em motosserras pneumáticas. Seu baixo nível de vibrações pode prevenir o surgimento da doença de Raynaud (ou Síndrome da vibração)  em seus operadores. 
Motores movidos a ar comprimido impulsionaram um kart em Novembro de 2004 e um pequeno automóvel apresentado em uma feira de Montreal a 25 de setembro de 2005. Manifestações foram feitas na Universidade de Connecticut «Brash Steam Car» em 2010, e outros produtos (motosserra e gerador).
|                    |                       |                                                          |
| Modelo matemático. | Quasiturbine a vapor. | Automóvel com motor Quasiturbine movido a ar comprimido. |

### Vídeos
- YouTube - Quasiturbine. (em inglês) Página visitada em 3 de Julho de 2018.
- YouTube - Wankel engine and Quasiturbine. (em inglês) Página visitada em 3 de Julho de 2018.